# Géryon
Pour les articles homonymes, voir Géryon (homonymie).
Dans la mythologie grecque, Géryon (en grec ancien Γηρυών / Gêruốn ou Γηρυόνης / Gêruónês) est un Géant triple, fils de Chrysaor et de Callirrhoé.
Il est principalement connu par la légende d'Héraclès qui le vainc et peut ainsi s'emparer de son troupeau de bœufs.

## Description
Hésiode, dans sa Théogonie, décrit Géryon avec un corps mais doté de trois têtes anthropomorphes,. Eschyle (Ve siècle av. J.-C.) ne mentionne Géryon qu'à titre de comparaison : il le dote de trois corps joints à la taille. Stésichore le décrit, dans un texte perdu, avec six bras et trois corps. À cause de cette particularité physique il est aussi surnommé « tricorpor, triformis » ou « tergeminus ».

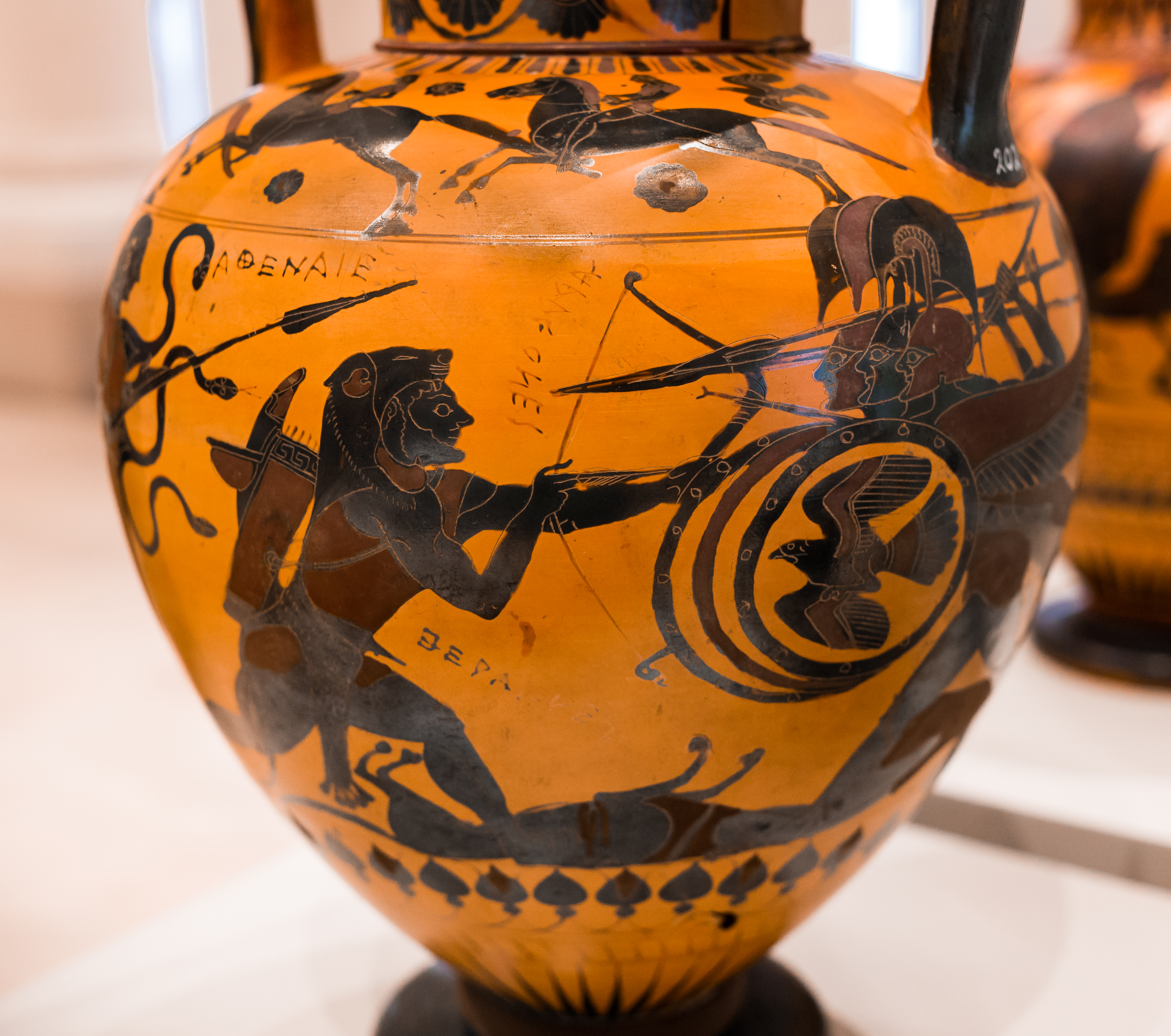
Héraclès tirant avec un arc et des flèches contre Géryon, ca. 530 av. J.-C. BnF, Cabinet des Médailles.

Plus tard, dans une approche évhémériste, l’historien gallo-romain Trogue Pompée relate : « On raconte, en outre, que Géryon lui-même ne fut pas d’une nature triple tel qu’il est révélé par les fables, mais bien trois frères qui se montraient d’une telle concorde, qu’on les voyait tous comme une âme d’un [seul] règne ». Il soutient ainsi que Géryon eut été non pas un homme à trois têtes, mais bien trois frères.
Le lieu de résidence de Géryon est d'abord décrit comme une île à l'ouest de la Méditerranée, Érytheia, parfois assimilée à l'île de León. Avec Diodore de Sicile, les terres où paît le bétail de Géryon sont baignées par l'océan et il identifie ces terres comme étant habitées par les Lusitans au-delà des Colonnes d'Hercule.

## Les textes

### Géryonidede Stésichore
L'un des poèmes de Stésichore était intitulé la Géryonide datant du VIe siècle av. J.-C. ; il dépassait 1 800 vers. Peu des nombreux poèmes de Stésichore nous sont parvenus ; de celui-ci, il ne reste que quelques vers cité par d'autres auteurs. C'est dans ce poème que l'on trouve la première référence à Tartessos.
La description suivante du lieu de naissance de Géryon est préservée par Strabon dans sa Géographie

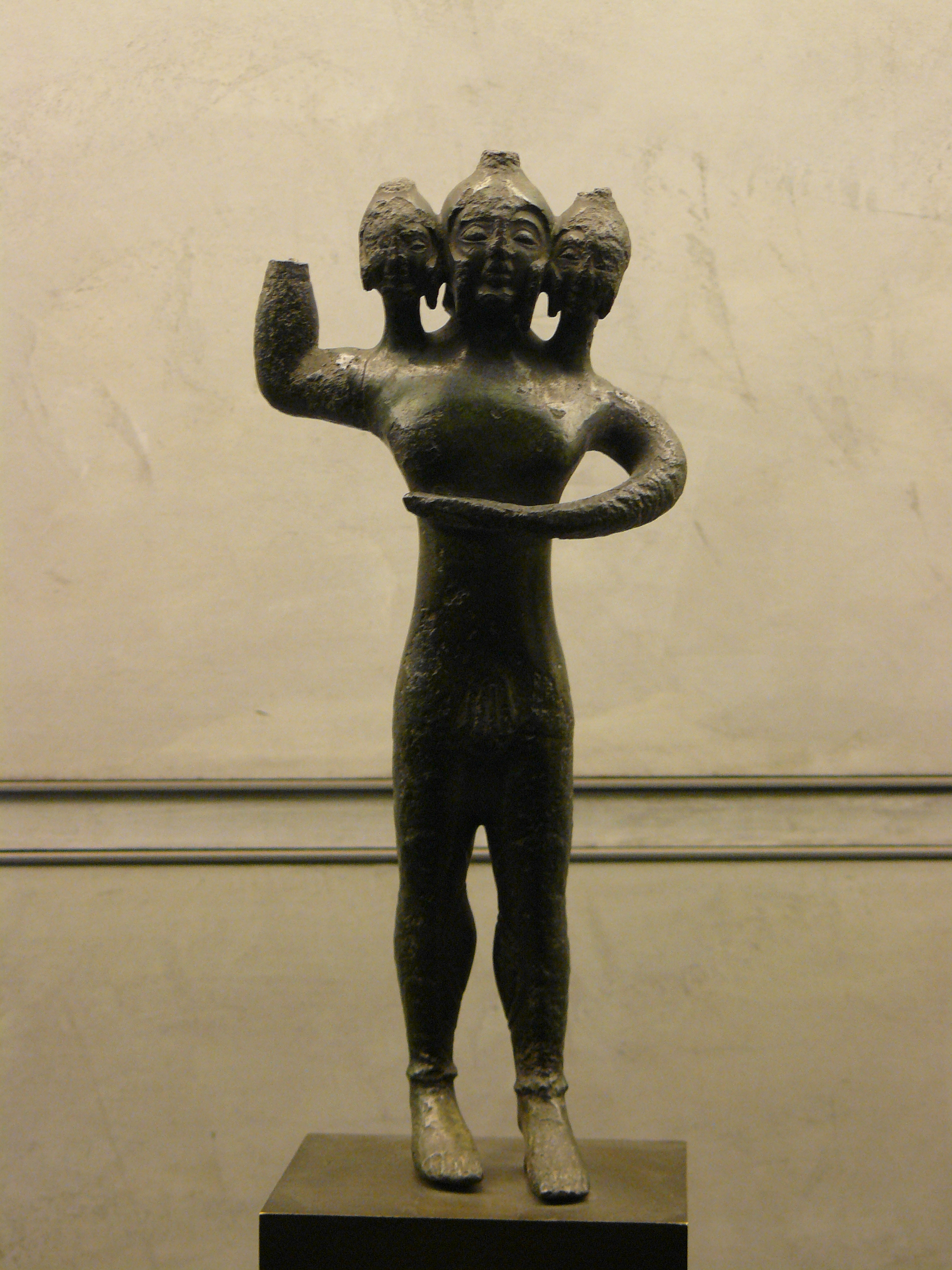
Statuette de bronze étrusque représentant Géryon, VIe siècle avant notre ère. Musée des Beaux-Arts de Lyon.

σχεδὸν ἀντιπέρας κλεινᾶς Ἐρυθείας
<
> Ταρτησ-
σοῦ ποταμοῦ παρὰ παγὰσ ἀπείρονας ἀρ-
γυρορίζους
ἐν κευθμῶνι πέτρας.
Une traduction en anglais du XIXe siècle pourrait remplir les vides du texte :
Where monster Geryon first beheld the light,
Famed Erytheia rises to the sight;
Born near th' unfathomed silver springs that gleam
Mid caverned rocks, and feed Tartessus' stream.
Traduction en français : 
Où le monstre Géryon a vu la lumière pour la première fois,
La célèbre Érythée s'élève à la vue ;
Née près des sources d'argent insondables qui brillent
Au milieu des rochers caverneux, et qui alimentent le ruisseau de Tartessos

### Énéidede Virgile

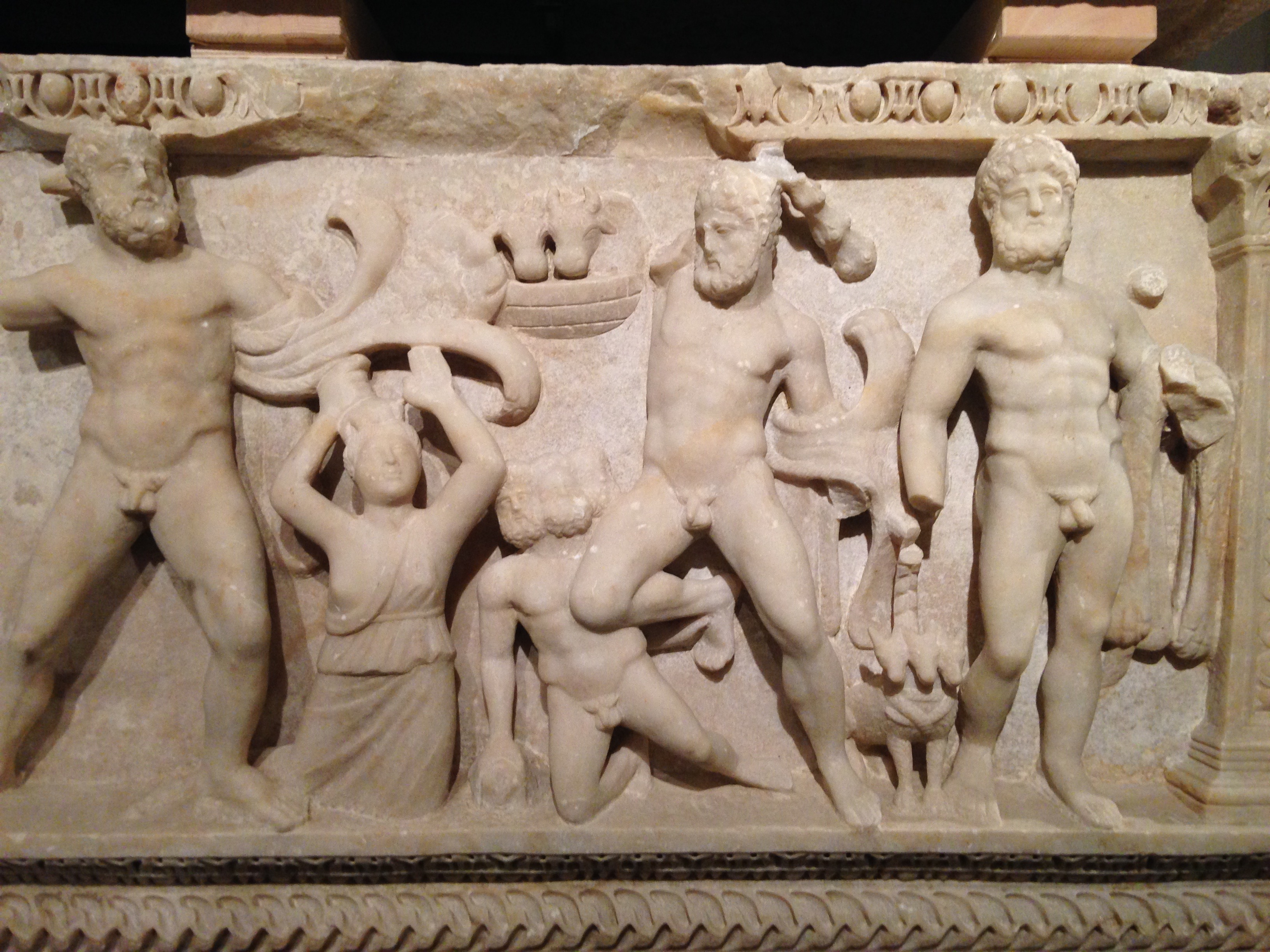
Héraclès vainc le géant aux trois corps Géryon et vole son troupeau de bœufs (scène du milieu). Sarcophage romain de Pergé (Turquie), peu avant l'an 200 après J.-C.

Dans le chant VI de l'Énéide, qui raconte la descente aux enfers, Géryon est mentionné au vers 289 :

« Gorgones, Harpyiaeque, et forma tricorporis umbrae »

La forme de l'ombre à trois corps sous l'orme, à l'entrée des enfers, fait bien référence au géant Géryon. Celui-ci est d'ailleurs nommé expressément dans la traduction de Delille :

« Géryon, de trois corps formant un corps énorme; […]. »

### Bibliothèque historique de Diodore de Sicile
Dans les livres IV et V de sa Bibliothèque historique, Diodore de Sicile (100-40 av. J.-C.) reprend l'histoire du vol des Bœufs de Géryon. Héraclès entreprend une expédition guerrière avec l'appui de toute une armée, recrutée en Crète, en Libye et en Égypte, dans les terres inconnues de  l’Ouest. Le fait qu'il ait besoin d'une armée est justifié par les trois fils de Chrysaor, qui se distinguaient par leur force physique, le courage dont ils faisaient preuve à la guerre, et les forces dont chacun disposait, recrutées parmi des tribus belliqueuses.

### Histoires philippiques de Trogue Pompée
Les Histoires philippiques de Trogue Pompée (du Ier siècle av. J.-C.) sont sauvegardées dans l'Abrégé des histoires philippiques (Epitoma Historiarum Philippicarum) écrit par Justin au IIIe siècle apr. J.-C.
Géryon est décrit comme ayant trois corps.

### Le dixième travail d'Héraclès

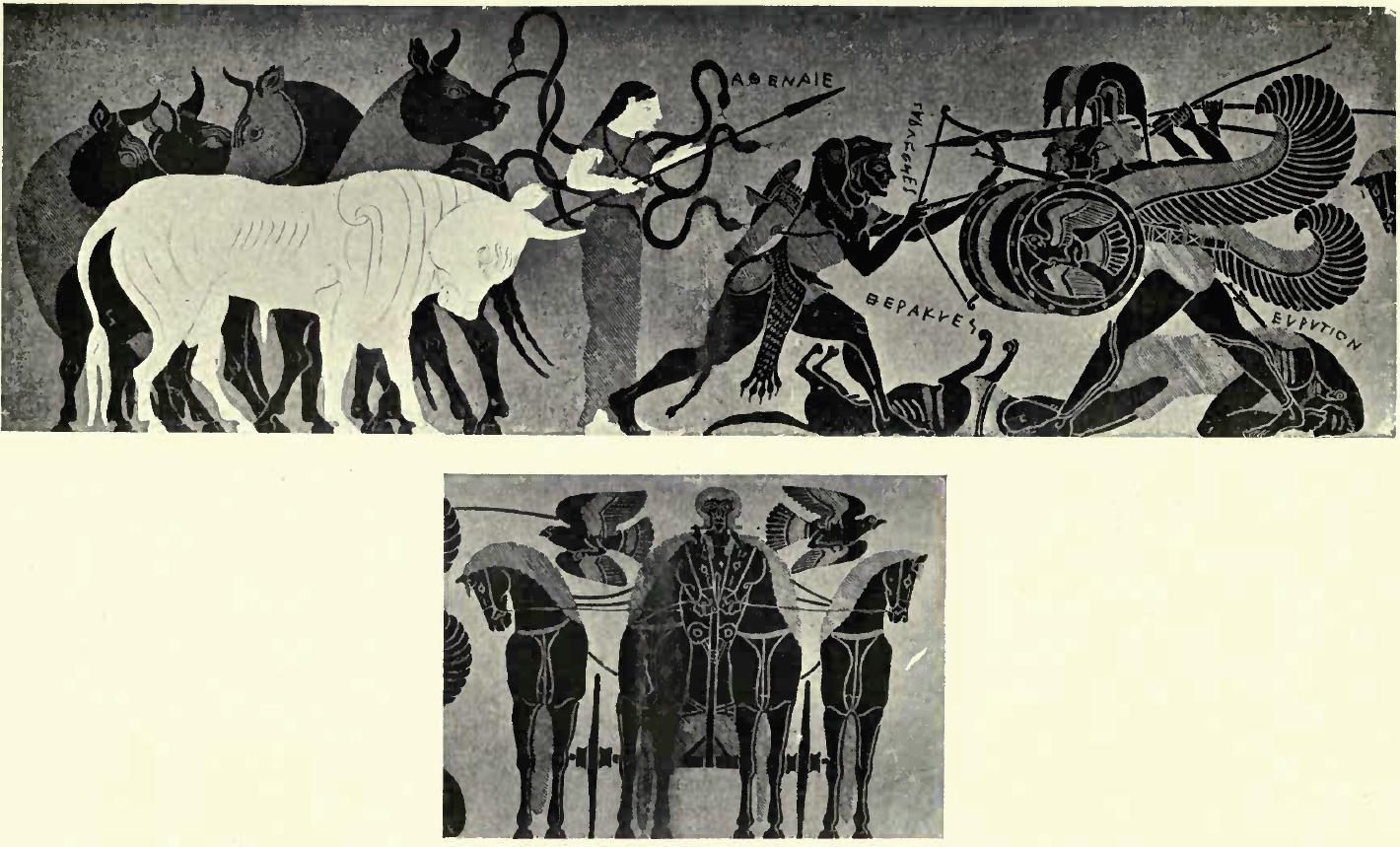
Dessin représentant les motifs d'une amphore à figures noires avec l'image des bœufs de Géryon, d'Athéna, d'Héraclès tirant avec un arc et des flèches contre Géryon, du chien Orthros et du berger Eurytion gisant morts sur le sol, Iolaos attendant dans un quadrige., Henry Beauchamp Walters (1867-1944), 1905.

Le texte le plus complet est celui contenu dans la Bibliothèque du pseudo-Apollodore du Ier ou IIe siècle apr. J.-C. Dans cette version de l'histoire, Géryon est tué par Héraclès qui peut ainsi s'emparer de son troupeau de bœufs et accomplir le dixième de ses travaux.
Héraclès traverse le désert libyen et arrive à Érythie. Alors qu'il vient d'arriver, il tue le bouvier Eurytion, et est attaqué par Orthros, le chien à deux têtes de Géryon. Orthros serait le frère de Cerbère. D'un seul coup de sa massue en bois d'olivier, Héraclès tue le chien. Lorsque Géryon est mis au courant par Ménétès, le gardien des troupeaux d'Hadès qui a assisté à la scène, il s'arme de ses trois boucliers, trois lances et met ses trois casques. Il poursuit Héraclès et tombe, victime d'une flèche empoisonnée qui avait été plongée dans le venin de l'Hydre de Lerne. Héraclès peut ainsi dérober les bœufs et les ramener à Eurysthée.

### Discoursde Dion de Pruse
Dion de Pruse explique dans le VIIIe Discours que Géryon était le plus riche roi occidental de son époque. Le discours ne parle pas d'un roi à trois têtes, mais dit qu’Héraclès le tua lui et ses frères.

### Vie d'Apollonios de Tyane écrite par Philostrate d'Athènes
Au IIIe siècle apr. J.-C., Philostrate d'Athènes mentionne que la tombe de Géryon était à  Gadès (Cadix). Il décrit la tombe comme une colline funéraire sur lequel poussent deux arbres merveilleux, nés du croisement d'un pin et d'un pin rigide, d'où sont nées trois pousses dont coule (depuis l'écorce) du sang. Les ossements auraient été conservés à l'Olympe et à Thèbes. Un oracle dédié à Géryon serait à Patavium (Padoue).

## Interprétations

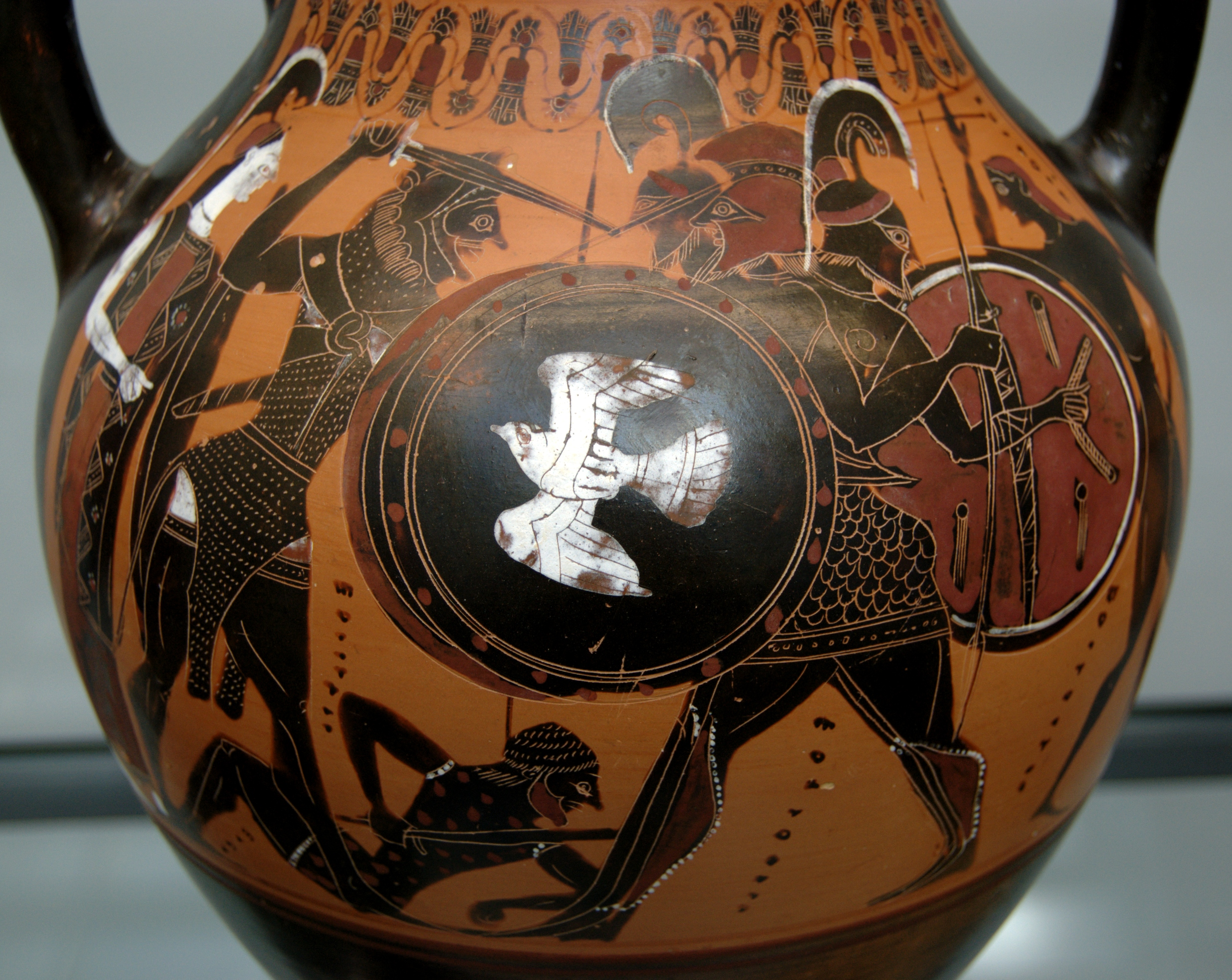
Amphore attique à figures noires avec Héraclès et Géryon sur la face B, circa 540 av. J.-C.

Il existe un mythe indo-iranien commun dont la base est, d'une part, le meurtre du dragon Azi Dahaka par Thraetaona, de l'autre, le meurtre du fils de Tvastr, le monstre Vishvarupa, par Trita Aptya. Les deux monstres, l'iranien et l'indien, partagent les mêmes attributs physiques : ils ont trois têtes et six yeux. Le monstre indien élevait des vaches, qu'Indra a emportées dans Rig-Véda 10.8.9.
Ce mythe commun indo-iranien a été comparé, depuis près d'un siècle au moins, à la légende grecque du dixième travail d'Héraclès, le vol du bétail de Géryon.
Calvert Watkins suggére que les différents récits reposent sur un mythe indo-européen tardif (greco-indo-iranien) spécifique dont la structure sémantique et les formules déploient les éléments lexicaux suivants : le héros tue (*gwhen-) un monstre (*ogwhi-) qui a trois (*tri-) têtes et six (*sųeks-) yeux (*h3ókwp-), avec l'aide d'un dieu. En conséquence, le héros emporte (h2aĝ-) les vaches du monstre (*gwōs).

## Postérité

### Etymologiaed'Isidore de Séville
En 630, Isidore de Séville soutient que Géryon n'est pas un géant monstrueux, mais bien trois frères, tellement proches qu'ils n'avaient qu'une âme pour trois corps.

### Divine Comédiede Dante et culture moderne
Au XIVe siècle, Dante dans la Divine Comédie reprend la théorie du Moyen Âge tardif où Géryon est un monstre composé de 3 bêtes. Il décrit Gerione comme le monstre représentatif de la fraude. C'est une bête ailée avec le visage d'un homme honnête, les griffes d'un lion, le corps d'une vouivre et un dard empoisonné sur le bout de sa queue. Il erre entre le 8e et 7e cercle de l'enfer. Les poètes montent sur son dos et glissent lentement autour de la cascade du Plegethon vers les grandes profondeurs du cercle de la fraude. Il s'enrichit avec des références bibliques (St Jean 9, 7-10).
Dans le jeu vidéo paronymique Dante's Inferno et son dérivé en film d'animation Dante's Inferno: An Animated Epic, qui sont directement inspirés du poème de Dante, Géryon y est représenté assez fidèlement à son homologue de l’œuvre d'Alighieri.

## Folklore

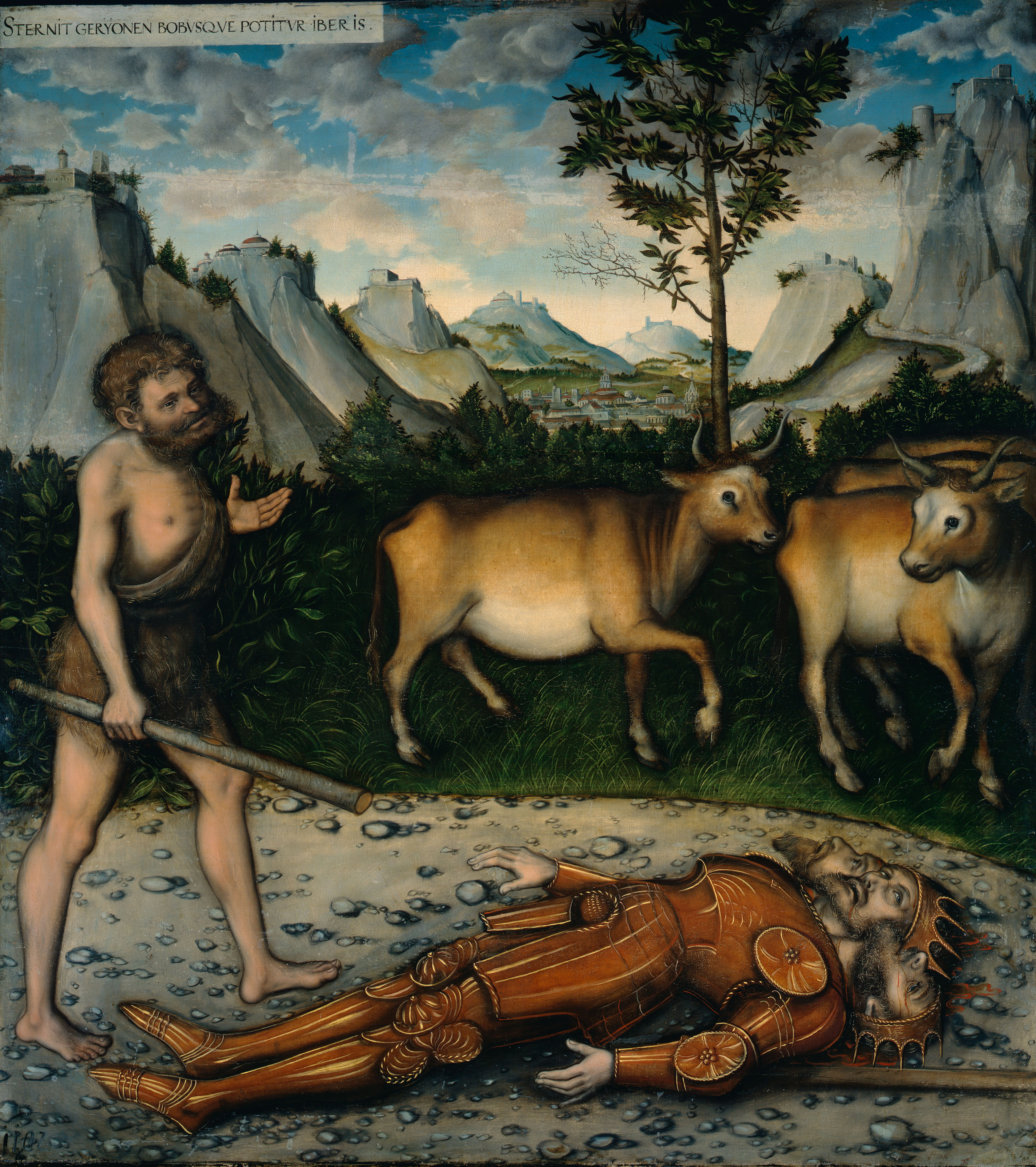
Lucas Cranach l'Ancien, Hercule et les bœufs de Geryon, après 1537.

- En Catalogne, Gerió, un géant à trois têtes, est le fondateur mythologique de la ville de Gérone[15].
- La tête de Géryon serait enterrée à La Corogne sous la Tour d'Hercule[16].